# Comtat de Hampshire (Massachusetts)
Hampshire és un comtat històric i judicial situat a l'estat de Massachusetts, als Estats Units. En el cens del 2020 es comptabilitzaren 162.308 habitants. La seva municipalitat més poblada és Amherst (degut a la població flotant estudiantil; el més poblat durant tot l'any és Northampton), la seva ciutat més gran en extensió és Belchertown, i la seva seu de comtat tradicional és Northampton. El comtat de Hampshire rep el nom del comtat anglès de Hampshire. El comtat de Hampshire forma part de l'àrea estadística metropolitana de Springfield, Massachusetts. Juntament amb el comtat de Hampden, les municipalitats del comtat de Hampshire pertanyen a la Comissió de Planificació de Pioneer Valley.

## Geografia
Segons l'Oficina del Cens el comtat té una superfície de 545 milles quadrades (1,410 km2) de les quals 527 milles quadrades (1,360 km2) son terra ferma i 18 milles quadrades (47 km2) (3,3%) son cobertes per les aigües.

### Comtats adjacents
El comtat de Hampshire és l'únic comtat de Massachusetts envoltat completament d'altres comtats de Massachusetts: la resta dels comtats de l'estat són adjacents a almenys un altre estat o a mar oberta.
- Comtat de Franklin (nord)
- Comtat de Worcester (est)
- Comtat de Hampden (sud)
- Comtat de Berkshire (oest)

### Entitats de població
Ciutats
- Easthampton
- Northampton (seu històrica del comtat)
- Amherst

Towns
- Belchertown
- Chesterfield
- Cummington
- Goshen
- Granby
- Hadley
- Hatfield
- Huntington
- Middlefield
- Pelham
- Plainfield
- South Hadley
- Southampton
- Ware
- Westhampton
- Williamsburg
- Worthington

Llocs designats pel cens
- Amherst Center
- Belchertown
- Granby
- Hatfield
- Huntington
- North Amherst
- South Amherst
- Ware

Altres comunitats no incorporades
- Cushman
- Florence
- Haydenville
- Leeds
- Mount Tom
- Ringville
- South Hadley Falls

Antics towns
Aquests towns foren desincorporats arran de la creació de l'embassment Quabbin Reservoir.
- Dana
- Enfield
- Greenwich
- Prescott

## Demografia

### Cens del 2000
Al cens del 2000 al comtat hi havia 152.251 persones, 55.991 llars i 33.818 famílies resultant-ne una densitat de població era 288 habitants per milla quadrada (111/km2). Hi havia 58.644 habitatges amb una densitat mitjana de 288 hab. per milla quadrada (111/km2). La composició racial del comtat era d'un 91,10% blancs, 1,96% negres o afroamericans, un 0,19% nadius americans, un 3,40% asiàtics, un  0,05% illencs del Pacífic, 1,50% d'altres races i un 1,80% de dues o més races. El 3,42% de la població era hispana o llatina de qualsevol raça. El 14,7% eren d'ascendència irlandesa, el 12,8% polonesa, el 9,6% anglesa, el 9,5% francesa, el 8,5% francocanadenca, el 6,9% italiana i el 6,4% alemanya . Pel que fa la a la llengua materna el 88,8% tenien l'anglès, el 3,4% el castellà, l'1,7% el francès i l'1,4% el polonès. Dels 55.991 habitatges, en el 28,20% hi havia menors de 18 anys, el 47,40% tenien parelles casades vivint plegades, el 9,80% tenien una dona cap de família sense marit i el 39,60% no eren famílies. El 28,60% de les llars eren ocupades per una sola persona, i un 10,20% eren ocupades per una sola persona de 65 anys o més. La mida mitjana de les llars era de 2,39 persones i la mida mitjana de les llars ocupades per famílies era de 2,96.
La població es distribuïa en les següents classes etàries: 19,60% menors de 18 anys, 19,30% de 18 -24 anys, 26,80% de 25 -44 anys, del 22,20% de 45 -64 anys i del 12,00% majors de 65 anys. L'edat mitjana era de 34 anys. Per cada 100 dones hi havia 87,40 homes. Per cada 100 dones de 18 anys o més, hi havia 83,90 homes.
La renda mediana per habitatge era de 46.098 dòlars i la renda familiar mediana era de 57.480 dòlars. Els homes tenien una renda mediana de 39.327 dòlars enfront dels 30.362 dòlars de la de les dones. La renda per càpita del comtat era de 21.685 dòlars. Un 5,10% de les famílies i el 9,40% de la població estaven per sota del llindar de pobresa, entre aquests el 8,20% dels menors de 18 anys i el 6,70% dels majors de 65 anys.

### Cens del 2010
Al cens del 2010 al comtat hi havia 158.080 persones, 58.702 llars i 34.480 famílies resultant una densitat de població de 299.8 habitants per milla quadrada (115.8/km2). Es comptaren 62.603 habitatges amb una densitat mitjana de 118.7 per milles quadrades (45.8/km2) El perfil racial del comtat era del 88,7% blanc, del 4,5% d'asiàtics, el 2,5% de negres o afroamericans, el 0,2% d'amerindis, l'1,5% d'altres races i del 2,5% de dues o més races. Els d'origen hispà o llatí constituïen el 4,7% de la població. Els majors grups d'ascendència foren:
Dels 58.702 el 26,4% de les llars tenien fills menors de 18 anys que vivien amb ells, el 44,8% eren parelles casades que vivien juntes, el 10,3% tenien una dona cap de família sense marit, el 41,3% no eren famílies i el 29,7% de les llars estaven formades per una sola persona. La mida mitjana de les llars era de 2,34 persones, augmentant a 2,89 en el cas d'habitatges ocupats per famílies. L'edat mediana era de 36,6 anys.
La renda mediana per habitatge era de 59.505 dòlars i la renda familiar mediana era de 80.891 dòlars. Els homes tenien una renda mediana de 52.686 dòlars enfront dels 43.219 dòlars de la les dones. La renda per càpita del comtat era de 28.367 dòlars. Un 6,2% de les famílies i l'11,7% de la població estaven per sota del llindar de la pobresa, entre aquests un 11,8% de menors de 18 anys i el 7,8% dels majors de 65 anys.

### Desglossament demogràfic per town
La classificació de les comunitats no incorporades incloses a la llista reflecteix si les localitats i els CDP i els villages s'han inclòs com a ciutats o pobles. Les dades provenen de les estimacions quinquennals de l'American Community Survey del 2007–2011.
| Pos. | Lloc                | Tipus d'entitat | Ingressos per capita | Mediana d'ingressos per llar | Mediana d'ingressos familiar | Habitants   | Núm. d'habitatges |
| ---- | ------------------- | --------------- | -------------------- | ---------------------------- | ---------------------------- | ----------- | ----------------- |
| 1    | Pelham              | Town            | $50.367              | $83.667                      | $97.875                      | 1.290       | 556               |
| 2    | Williamsburg        | Town            | $35.500              | $62.851                      | $86.136                      | 2.543       | 1.158             |
|      | Hatfield            | CDP             | $35.150              | $62.212                      | $93.750                      | 1.390       | 665               |
|      | Massachusetts       | Estat           | $35.051              | $65.981                      | $83.371                      | 6.512.227   | 2.522.409         |
| 3    | Westhampton         | Town            | $34.337              | $82.759                      | $88.500                      | 1.590       | 632               |
|      | Granby              | CDP             | $33.819              | $77.292                      | $87.132                      | 1.415       | 598               |
| 4    | Hatfield            | Town            | $33.452              | $53.485                      | $80.833                      | 3.272       | 1.560             |
| 5    | Worthington         | Town            | $33.360              | $64.063                      | $75.417                      | 1.181       | 532               |
| 6    | Northampton         | Ciutat          | $33.175              | $54.413                      | $77.998                      | 28.621      | 11.853            |
| 7    | Belchertown         | Town            | $32.898              | $75.502                      | $94.232                      | 14.479      | 5.605             |
| 8    | Goshen              | Town            | $32.734              | $77.917                      | $76.667                      | 1.121       | 443               |
| 9    | Southampton         | Town            | $32.548              | $76.396                      | $85.521                      | 5.758       | 2.261             |
| 10   | Chesterfield        | Town            | $31.730              | $59.063                      | $69.766                      | 1.043       | 469               |
| 11   | Hadley              | Town            | $31.727              | $75.313                      | $86.106                      | 5.209       | 2.048             |
| 12   | Granby              | Town            | $31.409              | $70.362                      | $82.684                      | 6.232       | 2.619             |
| 13   | Middlefield         | Town            | $31.110              | $58.958                      | $78.281                      | 431         | 190               |
| 14   | Easthampton         | Ciutat          | $30.894              | $53.185                      | $78.166                      | 16.051      | 7.458             |
| 15   | Huntington          | Town            | $29.245              | $55.917                      | $73.438                      | 2.219       | 933               |
| 16   | Cummington          | Town            | $29.225              | $58.750                      | $67.143                      | 1.046       | 430               |
|      | Comtat de Hampshire | Comtat          | $29.113              | $60.331                      | $82.999                      | 157.630     | 58.921            |
| 17   | South Hadley        | Town            | $29.067              | $62.532                      | $80.794                      | 17.493      | 6.787             |
|      | EUA                 | Federació       | $27.915              | $52.762                      | $64.293                      | 306.603.772 | 114.761.359       |
| 18   | Plainfield          | Town            | $27.758              | $61.719                      | $66.250                      | 589         | 247               |
|      | Belchertown         | CDP             | $27.133              | $47.863                      | $79.135                      | 2.557       | 1.160             |
| 19   | Ware                | Town            | $26.910              | $50.712                      | $66.287                      | 9.851       | 4.369             |
|      | South Amherst       | CDP             | $23.823              | $61.250                      | $95.625                      | 4.760       | 1.435             |
|      | Ware                | CDP             | $22.088              | $37.040                      | $51.193                      | 6.003       | 2.771             |
|      | Huntington          | CDP             | $21.374              | $40.486                      | $54.375                      | 937         | 423               |
| 20   | Amherst             | Town            | $21.049              | $52.281                      | $100.304                     | 37.611      | 8.771             |
|      | North Amherst       | CDP             | $17.167              | $33.093                      | $84.083                      | 7.114       | 1.953             |
|      | Amherst Center      | CDP             | $14.017              | $44.604                      | $99.087                      | 19.347      | 2.715             |

## Educació
El comtat de Hampshire acull el que s'anomena els "Five Colleges", que inclou el campus insígnia de la Universitat de Massachusetts i quatre conegudes universitats privades:
- Amherst College, Amherst
- Hampshire College, Amherst
- Mount Holyoke College, South Hadley
- Smith College, Northampton
- Universitat de Massachusetts Amherst

## Eleccions presidencials
Històricament a les eleccions presidencial estatunidenques el comtat fou guanyat pels candidats republicans entre el darrer terç del segle XIX i el primer terç del XX; sofrint un marcat declivi cap al partit demòcrata que ha guanyat totes les eleccions presidencials al comtat entre 1936 i 2024 (llevat dues ocasions 1952 i 1956 ambdues encapçalades pel tàndem Eisenhower-Nixon).